# 凤城栎
凤城栎（学名：Quercus fenchengensis）为壳斗科栎属下的一个种。产辽宁凤城、陕西秦岭。生于海拔200-2 000米的山地，常与其他落叶栎树混生。模式标本采自辽宁凤城。

## 扩展阅读
維基物種上的相關：凤城栎